# Monasterio de Santa María de Fuenfría
El monasterio de Santa María de Fuenfría fue un cenobio de la provincia española de Zaragoza.

## Descripción
La fundación del monasterio, situado en las inmediaciones de la villa de Salvatierra, habría tenido lugar en el siglo IX. Aparece descrito, una vez desaparecido, en el octavo volumen del Teatro histórico de las iglesias del reyno de Aragon de Ramón de Huesca con las siguientes palabras:

Monasterio de Santa Maria de Fonfrida. Este Monasterio estuvo cerca de la villa de Salvatierra, dentro de Aragon en los confines de Navarra. En el archivo de San Juan de la Peña ligarza 1. num. 2. hay un pergamino antiquísimo, aunque no original, donde se refiere la fundacion del Monasterio hecha por el Rey Don Garcia Iñiguez, quien anduvo el territorio señalando sus límites; y aunque sea el segundo de este nombre, hijo de Arista, su fundacion pertenece al siglo nono, y siendo del primero, como pretende Briz Martinez, será del octavo. Dice el instrumento que vino despues del Rey Don Sancho Garcia con sus hermanos Don Iñigo Garcia y Don Ximeno Garcia con sus Varones y Abades, los quales anduvieron y confirmaron los términos del Monasterio, en la Era DCCCC.LVIIII (año de Christo 921). En el libro Gótico fol. 71 hay una donacion de Don Ximeno Obispo de Pamplona en que da al Monasterio de Santa Maria de Fonfrida el quarto Episcopal de las Iglesias de Biozal, Elisa, Obelva y Larbesa. No expresa la Era, pero dice que se hizo siendo Fortunio Garcés Rey en Pamplona, Aznar Conde en Aragon, dicho Ximeno Obispo de Pamplona y Galindo Abad de Fonfrida. Finalmente el Rey Don Sancho el Mayor unio y anexó el Monasterio de Fonfrida con todos sus derechos y pertenenicias al de San Juan de la Peña, que lo posee con el título de Priorato de Salvatierra. El privilegio de anexîon se conserva en la ligarza 1. num. 3.
(Huesca, 1802, pp. 435-436)